# Wilhelm Dörr
Wilhelm Dörr o Doerr (Núremberg, Alemania; 9 de febrero de 1921 – Hamelin, Alemania; 13 de diciembre de 1945) fue un Suboficial de las SS, con el rango de Oberscharführer (Sargento mayor), perpetrador del Holocausto judío durante la Segunda Guerra Mundial. 
Dörr era un campesino y en los primeros años de vida, trabajo en la granja de sus padres. El 15 de diciembre de 1940, se alistó de manera voluntaria en la Wehrmacht (Ejército Regular) pero fue rechazado. Al año siguiente se enrola en la Waffen SS y es enviado a Dresde a entrenar en la escuela de ingenieros.
En 1941, cae enfermo y es enviado a un hospital militar. Transferido posteriormente al campo de concentración de Oranienburg.
En enero de 1944, es trasladado al campo de concentración de Dora-Mittelbau. En septiembre de ese mismo año, es enviado a la cárcel de Klein Bodungen, en Alemania. 
El 5 de abril de 1945, fue evacuado de Klein Bodungen hacia el campo de concentración de Bergen-Belsen, con un contingente de 610 prisioneros. Llegan el 11 de abril de 1945. 
Es capturado en dicho campo a la llegada del ejército británico y presentado ante los Tribunales Militares Aliados, en el Juicio de Bergen-Belsen, el 15 de septiembre de 1945, en la población de Luneburg, siendo condenado a muerte en la horca, el 17 de noviembre.
Finalmente, subió al patíbulo y fue ejecutado en la cárcel de Hamelín, el 13 de diciembre de 1945, junto a Josef Kramer, Irma Grese, Fritz Klein y otros criminales de guerra más. 